# Карусель (мюзикл)
«Карусель» (англ. Carousel) — второй мюзикл совместной работы Ричарда Роджерса и Оскара Хаммерстайна II, основанный на пьесе венгерского писателя Ференца Молнара «Лилиом».

## История создания
Премьера пьесы «Лилиом» состоялась в 1909 года в Будапеште. И хотя поначалу публика приняла пьесу плохо, постановка, осуществленная после Первой мировой войны стала очень успешной. В 1943 году, во время подготовки их первого совместного проекта, «Оклахома!» Роджерс и Хаммерстайн получили предложение адаптировать «Лилиом» для музыкального театра. Действие из Будапешта было перенесено в Новую Англию, а конец изменён с трагического на более обнадёживающий. Для работы над новым проектом создатели привлекли группу, создававшую «Оклахому!»: режиссёра Рубена Мамуляна и хореографа Агнес де Милль. Оркестровкой песен занимались композиторы Рассел Беннет и Дон Уокер. Оркестровку танцевальных сцен осуществила Труде Риттман, которая впоследствии работала с Роджерсом над мюзиклами «Король и я», «Юг Тихого океана» и «Звуки музыки».
Подготовка началась в январе 1945 года. Либо Рождерс, либо Хаммерстайн обязательно присутствовали на репетициях. Иногда на них появлялся и Ференц Молнар, от которого они получали одобрение за работу со своим материалом. В том числе драматургу понравилось, как изменили концовку.
Первые пробные показы состоялись в марте 1945 года в Нью-Хейвене (Коннектикут). Первый акт был очень хорошо принят зрителями, второй — нет. Сразу после окончания показа творческая группа устроила большой разбор, в результате которого из постановки были исключены пять сцен, две песни и часть крупной балетной сцены. К моменту окончания показа в Нью-Хейвене балетная сцена была сокращена до сорока минут.
На показах в Бостоне шоу претерпело дальнейшие изменения. Персонажи «Он» и «Она» (условно обозначенные Рождерсом как «Мистер и миссис Бог») были найдены неэффективными, сцены с их участием были сильно переработаны. К окончанию бостонского прогона «мистера Бога» переименовали в Хранителя звёзд, а «миссис Бог» была исключена из канвы спектакля. Танцевальная сцена была сокращена ещё больше, но в последний день показа де Милль вернула её к сорокаминутному варианту. Балет сорвал овацию, и Роджерс и Хаммерстайн приняли решение оставить её в этом виде.

## Персонажи
- Билли Бигелоу — зазывала на ярмарочной карусели
- Джули Джордан — работница на фабрике, влюблённая в Билли
- Кэрри Пайперидж — работница на фабрике, подруга Джули
- Енох Сноу — рыбак, жених Кэрри
- Нетти Фаулер — кузина Джули
- Джиггер Крейгин — друг Билли
- Луиза Бигелоу — дочь Билли и Джули
- Хранитель звезд — «распорядитель» загробного мира

## Сюжет
Билли Бигелоу, работающий на карусели, заводит роман фабричной работницей Джули. В результате стечения обстоятельств, они оба теряют работу. После свадьбы Билли иногда бьет Джули, вымещая на ней свое раздражение из-за отсутствия работы и денег. Тем временем подруга Джули Керри готовится выйти замуж на рыбака Еноха Сноу, который планирует разбогатеть на продаже селедки. Но ухаживания никчемного приятеля Билли Джиггера едва не расстраивают помолвку.
Джули сообщает Билли, что она беременна. Намеренный обеспечить жену и будущего ребёнка, Билли соглашается принять участие в ограблении фабрики, где раньше работала Джули. Но налёт выходит из-под контроля, и Билли погибает. После смерти он оказывается в загробном мире, где Хранитель звёзд говорит ему, что на небеса он не может попасть, поскольку на земле совершил слишком много плохого. Но пока жив хотя бы один человек, который помнит о нём, Билли может вернуться вниз на один день, чтобы попытаться искупить свои грехи. Хранитель звёзд показывает Билли, что спустя 15 лет его дочь, Луиза, несчастна: сверстники её не принимают из-за того, что её отец был грабителем и бил свою жену.
Билли решает помочь дочери. Он возвращается вниз и пытается поговорить с Луизой, но та отвергает его помощь и рассказывает матери о странной встрече. Джули кажется, что она чувствует присутствие Билли. На церемонии окончания школы доктор Селдон (странным образом напоминающий Хранителя звезд) советует выпускникам не зависеть от успехов своих родителей и не цепляться за их неудачи. Невидимый Билли шепчет Луизе, что ей стоит прислушаться к этим словам, после чего девушка понимает, что ей не нужно быть изгоем, если она этого не хочет. Билли в последний раз признается Джули в любви, после чего поднимается на небеса.

## Постановки

### Премьера
Первая бродвейская постановка открылась 19 апреля 1945 года в театре Маджестик. Главные роли исполнили Джон Рэйтт (Билли), Джен Клейтон (Джули), Джин Дарлинг (Кэрри), Эрик Мэттсон (Енох Сноу), Кристин Джонсон (Нэтти Фаулер), Бэмби Линн (Луиза), Марвин Вай (Джиггер) и Расселл Коллинз (Хранитель звезд). Среди зрителей на премьере присутствовал будущий известный композитор и лирист Стивен Сондхейм.
Постановка была показана 890 раз и закрылась в мае 1947 года. После этого состоялся большой тур по США и Канаде, в течение которого «Карусель» увидели более 2 миллионов человек. В 1949 году спектакль вернулся на Бродвей, но в этот раз продажи были гораздо скромнее, и постановка закрылась на месяц раньше заявленного срока.
Лондонская премьера состоялась 7 июня 1950 года в Королевском театре Друри-Лейн.

### Последующие постановки
В 1992 году режиссёр Николас Хайтнер поставил «Карусель» на сцене Королевского национального театра в Лондоне. Хореографом постановки был знаменитый сэр Кеннет Макмиллан, не доживший до её премьеры всего несколько недель. Эта версия получилась более темной, с акцентами на психологические взаимоотношения персонажей, в том числе на домашнее насилие. Хайтнер, Макмиллан и художник-сценограф Боб Кроули полностью задействовали функциональные возможности поворотного круга театра Оливье. Спектакль шёл с декабря 1992 года по март 1993 года ограниченным показом, на который были раскуплены все билеты. Постановка получила восторженные отзывы критиков и в результате была номинирована на 8 премий Лоренса Оливье, завоевав из них 4: Лучший возобновлённый мюзикл, Лучший режиссёр мюзикла (Николас Хайтнер), Лучшая женская роль в мюзикле (Джоанна Райдинг) и Лучшая роль второго плана в мюзикле (Джени Ди). Дополнительный показ прошёл в театре Шафтсберри с сентября 1993 года по май 1994 года. Спектакль Хайтнера открылся в нью-йоркском театре Вивьен Бомон в марте 1994 года с восторженными отзывами критиков. Эта постановка завоевала 5 премий Тони, включая за лучшую хореографию (Кеннет Макмиллан, посмертно) и за лучшую женскую роль второго плана (Одра Макдональд).
Следующая версия «Карусели» была поставлена в 2008 году в театре Савой, но, получив смешанные отзывы, закрылась на месяц раньше заявленного срока. Критики отмечали, что она даже не идет в сравнение с постановкой Хайтнера в 1992 году. В 2017 году Английская национальная опера на сцене своего «домашнего» театра Колизей представила полу-концертную версию «Карусели» с Элфи Боу в роли Билли и Кэтрин Дженкинс в роли Джули Джордан.
Третье возвращение на бродвейскую сцену прошло в феврале 2018 года, когда «Карусель» открылась в театре Империал в постановке Джека О'Брайана и хореографии Джастина Пека. Главные роли исполнили Джесси Мюллер, Джошуа Генри, Рене Флеминг, Линдси Мендез, Александр Джеминани. Спектакль был номирован на 11 премий Тони, забрав две из них.

## Экранизация
В 1956 году на экраны вышла экранизация мюзикла, поставленная Генри Кингом. В отличие от сценической версии фильм начинается со сцены на Небесах, где Билли Бигелоу рассказывает историю своей жизни Хранителю звезд. Таким образом большая часть сюжета показана флешбэком. Главные роли в фильме исполнили Гордон Макрей (Билли), Ширли Джонс (Джули), Джин Локхарт (Хранитель звезд).